# ライトニング・シーズ
ライトニング・シーズ（The Lightning Seeds）は、イギリス・リヴァプールで結成されたロックバンド。

## 来歴

### 活動開始
ビッグ・イン・ジャパンの中心人物だったイアン・ブロウディーによって1989年に活動開始。同年6月リリースのデビュー・シングル「ピュア」が全英16位を記録、翌年にファースト・アルバム『クラウドクックーランド』がリリースされるなど注目を集める。1992年にセカンド・アルバム『センス』をリリース。全英53位を記録しシルバーディスクを獲得。同作でスペシャルズのテリー・ホールとコラボレーションし、共作曲を3曲収録。
1993年暮れにニュー・アルバムの制作過程が完了する。ライトニング・シーズはブロウディーによるスタジオワーク中心のソロ・プロジェクト的な性格が強かったが、この頃からバンドを帯同しライブ活動も開始。アルバムのプロモーション・ツアーは翌年8月から行われ、9月にサード・アルバム『ジョリフィケイション』をリリース。当時ブリットポップブームが始まりつつあったこともあり、アルバムも全英12位と前作までから大きく上昇し、プラチナディスクを獲得した。

### 商業的成功と活動停止
1996年、ブロウディーはフットボール・アソシエーションからの依頼でUEFA EURO '96のテーマ曲を書いてほしいと依頼を受ける。彼はこれを承諾し、サッカー番組『ファンタジー・フットボール・リーグ』でプレゼンターを勤めていたタレントのフランク・スキナーとデヴィッド・バディエルの作詞により同年5月に「Three Lions」をリリース。全英1位を記録し、プラチナディスクを獲得するなど大ヒットを収める。同年11月にも4枚目のアルバム『ディジー・ハイツ』をリリースし全英12位を記録。同作で再びテリー・ホールとマニック・ストリート・プリーチャーズのベーシストであるニッキー・ワイアーとコラボレーションを行っている。
1997年11月にベスト・アルバムである『ベスト・オブ・ザ・ライトニング・シーズ』をリリースし、全英1位、ダブルプラチナを獲得するなど大きな成功を収める。1998年、ブロウディーは1998 FIFAワールドカップに向けた「Three Lions」の新バージョンを制作し、6月にリリース。再び全英1位を獲得する。同年のグラストンベリー・フェスティバルとVフェスティバルのメインステージでパフォーマンスも行った。
1999年11月リリースのアルバム『ティルト』では、1990年代後半当時盛んだったデジタルロックやハウスミュージックの要素を盛り込んだ新しいサウンドを提示するも全英46位とやや低迷し、翌年に活動休止を宣言。

### 活動再開とニュー・アルバム
2006年6月にベスト・アルバム『The Very Best of The Lightning Seeds』をリリース、夏頃に再びライブ活動を再開させるなど本格的に活動を再開させる。そこから3年をかけて2009年5月に6枚目のスタジオ・アルバム『Four Winds』をリリース。

## 新記録を樹立
1996年にリリースされ、1998年に再リリースされて1位を獲得した「Three Lions」が、オフィシャル・チャート・カンパニーの歴史上、初めて「4度の期間に渡り同じアーティストによる同じ楽曲が1位」の新記録を樹立。

## ディスコグラフィ

### スタジオ・アルバム
- 『クラウドクックーランド』 - Cloudcuckooland (1990年)
- 『センス』 - Sense (1992年)
- 『ジョリフィケイション』 - Jollification (1994年)
- 『ディジー・ハイツ』 - Dizzy Heights (1996年)
- 『ティルト』 - Tilt (1999年)
- Four Winds (2009年)

### コンピレーション・アルバム
- Pure (1996年)
- 『ベスト・オブ・ザ・ライトニング・シーズ』 - Like You Do... Best of The Lightning Seeds (1997年)
- Life of Riley: The Lightning Seeds Collection (2003年)
- The Very Best of The Lightning Seeds (2006年)

### シングル
- 『ピュア』 - "Pure" (1989年)
- "Joy" (1989年)
- "All I Want" (1990年)
- "The Life of Riley" (1992年)
- "Sense" (1992年)
- "Blowing Bubbles" (1992年)
- "Lucky You" (1994年)
- "Change" (1995年)
- "Marvellous" (1995年)
- "Perfect" (1995年)
- 『レディー・オア・ノット』 - "Ready or Not" (1996年)
- "Three Lions" (1996年)
- "What If..." (1996年)
- "Sugar Coated Iceberg" (1997年)
- "You Showed Me" (1997年)
- "What You Say" (1997年)
- "Three Lions 98" (1998年)
- "Life's Too Short" (1999年)
- "Sweetest Soul Sensations" (2000年)
- "Song for No One" (2006年)
- "Ghosts" (2009年)
- "Don't Walk on By" (2009年)